# Boisduvalia (planta)
Boisduvalia  es un género de plantas con flores con seis especies perteneciente a la familia  Onagraceae. Comprende 24 especies descritas y de estas, solo 6 aceptadas.

## Taxonomía
El género fue descrito por Édouard Spach y publicado en Histoire Naturelle des Végétaux. Phanérogames 4: 383–386. 1835. La especie tipo es:  Boisduvalia douglasii Spach.
Etimología

## Especies aceptadas
A continuación se brinda un listado de las especies del género Boisduvalia (planta) aceptadas hasta junio de 2013, ordenadas alfabéticamente. Para cada una se indica el nombre binomial seguido del autor, abreviado según las convenciones y usos.
- Boisduvalia cleistogama Curran
- Boisduvalia densiflora (Lindl.) Bartl.
- Boisduvalia glabella (Nutt.) Walp.
- Boisduvalia macrantha A.Heller
- Boisduvalia stricta (A.Gray) Greene
- Boisduvalia subulata (Ruiz & Pav.) Raim.